# جرتس فورد (ویرجینیای غربی)
جرتس فورد (به انگلیسی: Jarretts Ford) یک منطقهٔ مسکونی در ایالات متحده آمریکا است که در شهرستان کاناوا، ویرجینیای غربی واقع شده‌است. جرتس فورد ۱۸۸٫۰۶ متر بالاتر از سطح دریا واقع شده‌است.